# Poiares (Ponte de Lima)
Poiares é uma povoação portuguesa sede da Freguesia de Poiares do Município de Ponte de Lima, freguesia com 5,91 km² de área e 737 habitantes (censo de 2021), tendo, por isso, uma densidade populacional de 124,7 hab./km².

## Demografia
A população registada nos censos foi:
| Distribuição da População por Grupos Etários | Distribuição da População por Grupos Etários | Distribuição da População por Grupos Etários | Distribuição da População por Grupos Etários | Distribuição da População por Grupos Etários |
| -------------------------------------------- | -------------------------------------------- | -------------------------------------------- | -------------------------------------------- | -------------------------------------------- |
| Ano                                          | 0-14 Anos                                    | 15-24 Anos                                   | 25-64 Anos                                   | > 65 Anos                                    |
| 2001                                         | 177                                          | 124                                          | 416                                          | 130                                          |
| 2011                                         | 132                                          | 113                                          | 370                                          | 160                                          |
| 2021                                         | 98                                           | 83                                           | 367                                          | 189                                          |

## Geografia
Além da sede, a freguesia inclui os seguintes lugares: Airão, Cal do Rego, Campo, Corvela, Devesa, Fontela, Igreja, Lagos, Lobagueira, Outeiro, Pedregal, Regadia, S. Roque, Senra, Souto e Torre. A Freguesia de Poiares, situada na margem direita do rio Neiva, está a cerca de quinze quilómetros da vila de Ponte de Lima, a sede do município, e ocupa uma área de aproximadamente 591 ha. Poiares possui terras muitos férteis, em resultado dessas se encontrarem num vale privilegiado pelos cursos de água que as irrigam. Também a floresta faz parte integrante do seu território nos Montes que a compõem, onde se sobressai o Monte da Padela.
Os seus limites são feitos com freguesias do seu concelho e dos concelhos de Barcelos e de Viana do Castelo. Assim temos: a norte as freguesias de Vitorino dos Piães e Navió; a nascente as freguesias de Freixo e Ardegão, todas de Ponte de Lima. A sul estão as freguesias de Cossourado e Balugães, ambas do concelho de Barcelos, e a poente a freguesia de Carvoeiro do concelho de Viana do Castelo.

## Resenha histórica
Ao se consultar a bibliografia acerca de Poiares, encontra-se no Livro "Inventário Colectivo dos registros Paroquiais Vol. 2 Norte Arquivos Nacionais /Torre do Tombo" a seguinte resenha que ler-se na integra: «A primeira referencia conhecida a Poiares data de 1220, das Inquirições de D. Afonso II. Nelas aparece enquadrada na Terra de  Aguiar de Riba de Lima, sob a designação  "De Sancto Jacobo de Poiares".  E citada nas Inquirições de 1258 e, nas de  D. Dinis, feitas em 1290, com categoria de  paróquia e freguesia, respectivamente. Nas  primeiras pertencia ao julgado de Aguiar,  enquanto que nas segundas figurava no julgado de Barcelos. Na taxaçao das igrejas a que se procedeu em 1320, Santiago de Poiares foi tabelada em 7O libras.  No registo da cobrança das "colheitas" dos  benefícios eclesiásticos do arcebispado de  Braga, efectuado por D. Jorge da Costa, entre os anos de 1489 e 1493, tinha de rendimento 12 libras, ou seja o correspondente  a 914 réis, em dinheiro com "morturas" e  185 réis, em dízimas de searas.  Américo Costa descreve-a como vigairaria  da apresentação do cónego mestre-escola da  Sé de Braga. Mais tarde, teve sucessivamente abade, reitor e prior. Em termos administrativos, pertenceu, em 1839. à comarca de Barcelos e, em 1852, ao concelho e comarca de Ponte de Lima».
O topónimo Poiares como se verifica já existia antes de 1220, e há quem defenda ser de origem latina, e significar "podiu"  no sentido de elevação. É uma possibilidade a ter em conta se considerarmos que Poiares se estende pelas Monte da Padela e ser muitas das vezes os locais mais elevados escolhidos para aí fazerem as suas "habitações". Na toponímia local, é curiosa a referência e permanência do lugar da Torre, motivo que poderá levar a poder-se concluir pela existência, em tempos idos, de uma torre, talvez anexa a uma casa senhorial, de origem medieval.
Faça-se particular referência que a Casa da Torre pertenceu a um notável da freguesia, o Padre António.
Estes privilégios foram abolidos pelo rei D. Dinis. Em Poiares contavam-se, pelo menos, onze.
A igreja paroquial, datada de 1746, é a obra-prima do património construído em Poiares, e justifica particular atenção.
Nesta freguesia nasceu o escritor seráfico e pregador frei Pedro de Poiares, que viria a falecer em 1678.

## Economia
Agricultura e pecuária, transformação de madeira, indústria têxtil, construção civil e pequeno comércio e restauração.

## Festas e romarias
S. Roque, Santo António e S. Tiago (Domingo após 16 de agosto), S. Miguel-o-Anjo (Domingo após 29 de setembro), Senhora de Fátima e S. Sebastião (sempre após o dia 13 de maio).

## Património
- Igreja paroquial
- Cruzeiro na Capela da Senhora de Fátima
- Largo de S. Roque
- Quintas da Torre, dos Vianas e do Carrascal
- Monte da Padela
- Calvário da Costa da Portela

## Colectividades
- Grupo de bombos e gaitas de fole de S. Tiago Maior de Poiares
- Associação Social e Recreativa de S. Tiago Maior de Poiares